# Universal Soldier
Universal Soldier ist ein US-amerikanischer Science-Fiction-Film von Roland Emmerich aus dem Jahr 1992, in der Jean-Claude Van Damme und Dolph Lundgren die Hauptrollen spielen. Der Film wurde in Deutschland erstmals auf dem Film Festival Cologne in Köln im September 1992 gezeigt.

## Inhalt
Der Film beginnt 1969 während des Vietnamkriegs. US-Soldat Luc Deveraux wird Zeuge, wie sein Sergeant Andrew Scott, offensichtlich wahnsinnig geworden, mehrere Kriegskameraden und Bewohner eines Dorfes grausam umbringt. Er befiehlt Deveraux, eine weitere Geisel ebenso zu töten, was dieser allerdings ablehnt. Im nachfolgenden Feuergefecht erschießen sich beide Soldaten gegenseitig. Ihre Leichen werden von einem nachfolgenden Trupp Soldaten aufgelesen und fortgebracht. Fortan gelten sie als „Missing in Action“.
Es stellt sich heraus, dass sie mit anderen gefallenen Soldaten in Kryostase versetzt und für das „Universal Soldier“-Programm (UniSol) Jahrzehnte lang aufbewahrt wurden. Bei UniSol handelt es sich um ein geheimes Regierungsprojekt für spezialisierte Elitekämpfer in Anti-Terror-Einsätzen, bei dem bei den Probanden mittels Nervenserum die Erinnerungen an die eigene Vergangenheit unterdrückt werden. Die UniSol-Kämpfer zeichnen sich durch externe Kontrolle,  Selbstheilungsfähigkeiten und überlegene Stärke aus, überhitzen allerdings nach einiger Zeit bis zur Abschaltung, so dass sie gekühlt werden müssen.
Während einer Geiselnahme am Hoover Dam, den die UniSols eigentlich souverän bewältigen, kommen GR44 beim Anblick zweier asiatischer Geiseln Erinnerungsfetzen an sein Leben als Deveraux zurück und er reagiert nicht mehr. Der Techniker Woodward will Deveraux daraufhin aus dem Programm entfernen, doch Colonel Perry, der Leiter des Projektes, lehnt dies ab.
Parallel dringt die Journalistin Veronica Roberts, die aufgrund der Berichterstattung über die Hoover-Dam-Geiselnahme entlassen wurde, nachforschend in die UniSol-Basis ein und findet heraus, dass der beim Einsatz tödlich getroffene GR76 noch am Leben ist. Als man Roberts und ihren Kameramann entdeckt, werden Deveraux und Scott ausgesandt, um sie einzufangen, wobei die Flüchtenden verunfallen. Scott tötet kaltblütig und gegen seine Programmierung den Kameramann, während Deveraux mit Roberts flüchten kann. Perry, der das Geheimprogramm gefährdet sieht, setzt darauf Scott und die übrigen UniSols auf beide an.
Deveraux, dessen Erinnerungen mehr und mehr zurückkehren, und Roberts werden mehrfach von den UniSols aufgespürt, können aber immer wieder entkommen und dabei einige Verfolger eliminieren. Zudem schaffen sie es, Deverauxs Peilsender aus dessen Körper zu entfernen sowie aus der mobilen UniSol-Zentrale wichtige Dokument zu erhalten. Perry erhält derweil den Befehl, das Projekt zu beenden, doch bei Scott kehrt der „alte Wahnsinn“ zurück. Er tötet Perry und den Großteil der Techniker, worauf er die übrigen UniSols anweist, Deveraux und Roberts zu eliminieren.
Diese gelangen durch die Informationen zu dem Wissenschaftler Dr. Gregor, der sie aufklärt: das UniSol-Programm wurde in den 1960er Jahren gestartet, um den perfekten Soldaten zu schaffen. Dadurch war es möglich, Tote wieder lebendig zu machen, allerdings bekam man die Kühlung des Körpers nicht in den Griff. Das größte Problem aber bestand darin, dass die Erinnerungen der Verstorbenen an die letzten Lebensmomente stark verstärkt würden - was Scotts Paranoia erklärt, der sich noch immer in Vietnam und im Kampf gegen die Aufständischen wähnt.
Als Deveraux und Roberts Gregors Haus verlassen, nimmt die Polizei sie fest, was Scott und die UniSols wieder auf deren Fährte bringt. Sie überfallen den Polizeikonvoy, was in einer Verfolgungsjagd mündet. Am Ende stürzen die beteiligten Fahrzeuge eine Klippe hinunter, wobei GR76 umkommt. Deveraux und Roberts entkommen in letzter Sekunde und schlagen sich hiernach zur Deveraux-Familienfarm in Louisiana durch.
Hier angelangt währt die Wiedersehensfreude nur kurz, da Scott auftaucht und Deverauxs Familie sowie Roberts als Geiseln nimmt. Es kommt zum entscheidenden Kampf der beiden Soldaten, bei dem Deveraux zunächst Scott aufgrund dessen muskelkraftverstärkenden Stimulanzien unterlegen ist. Als Roberts fliehen will und von Scott mit einer Granate getötet wird, wendet sich das Blatt, da Deveraux sich Scotts Muskelverstärker selbst injiziert und so den Kräftenachteil ausgleicht. Er entscheidet den Kampf für sich, indem er Scott in eine Erntemaschine stößt und er von dieser zerstückelt wird. Deveraux, der sich wieder erinnern kann, und Roberts, die überlebt hat, fallen sich in die Arme.

## Kritiken
„Handwerklich solider, aber inhaltlich stereotyper und gewalttätiger Actionfilm, der alle einschlägigen Versatzstücke des Genres ohne jede Vertiefung aneinanderreiht.“

„Explosionen, Tricks, Stunts und die Präsenz der Actionstars prägen Emmerichs 40-Mio.-Dollar-Frühwerk, die Handlung ist dagegen eher flüchtig.“

## Hintergrund
- Das Budget betrug 23 Mio. US-Dollar, allein in den USA spielte der Film 36 Mio. Dollar ein.[4] Gedreht wurde vom 12. August bis 30. Oktober 1991 in Arizona. Weiterer Drehort war der Hoover Dam am Lake Mead in Nevada.[5]
- Als Regisseur war zunächst Andrew Davis im Gespräch, bevor man Roland Emmerich verpflichtete, der damit seinen Einstand in Hollywood gab.[6]
- Die Spezialeffekte lieferte Kit West
- Produziert wurde der Film von Carolco Pictures, einem von Mario Kassar und Andrew G. Vajna gegründeten unabhängigen Studio, das in den 80er und 90er Jahren viele erfolgreiche Actionfilme (Rambo I-III, Terminator 2, Cliffhanger) hervorbrachte. Die Piratenbraut (1995) war das finanzielle Aus für das Studio.
- Der gleichnamige Roman zum Film wurde von Robert Tine geschrieben und erschien 1992 im Bastei Lübbe Verlag.
- Die ungeschnittene Fassung des Films war in Deutschland indiziert. Im März 2013 wurde er dann aber vom Index gestrichen und von der FSK neu geprüft. Diese gab den Film in der ungeschnittenen Fassung ab 16 Jahren frei.
- Ralf Moeller hat hier einen seiner ersten Auftritte als Schauspieler. Er spielt die Rolle des UniSol GR76. In Far Cry war Moeller 2008 in einer ähnlichen Rolle als genetisch verbesserte Kampfmaschine zu sehen.
- Schauspieler Michael Jai White, der hier in einer kleinen Rolle als Soldat während des Vietnamkriegs zu sehen ist, mimt in der Fortsetzung Universal Soldier – Die Rückkehr den Gegenspieler Van Dammes.

## Fortsetzungen
1998 wurden zwei für das US-Kabelfernsehen produzierte Fortsetzungen veröffentlicht: Universal Soldier 2 – Brüder unter Waffen und Universal Soldier 3 – Blutiges Geschäft. 1999 erschien die Kino-Fortsetzung Universal Soldier – Die Rückkehr, wieder mit Jean-Claude Van Damme in der Hauptrolle. Mit gut 10 Mio. US-Dollar Einspielergebnis war der Film aber ein finanzieller Flop in den USA. 2008 bestätigte Van Damme die Fortsetzung der Reihe. Der Film erschien 2009 unter dem Namen Universal Soldier: Regeneration, die Regie übernahm John Hyams. 2012 entstand mit Universal Soldier: Day of Reckoning ein weiterer Film der Reihe. Auch dieser wurde von Hyams inszeniert.
Der 2007 vom Produktionsstudio The Asylum in Auftrag gegebene Film Universal Soldiers – Cyborg Islands hat nichts mit der eigentlichen Filmreihe zu tun und ist als Mockbuster zu bewerten. Die Regie übernahm Griff Furst.